# George Green
Pour les articles homonymes, voir Green.

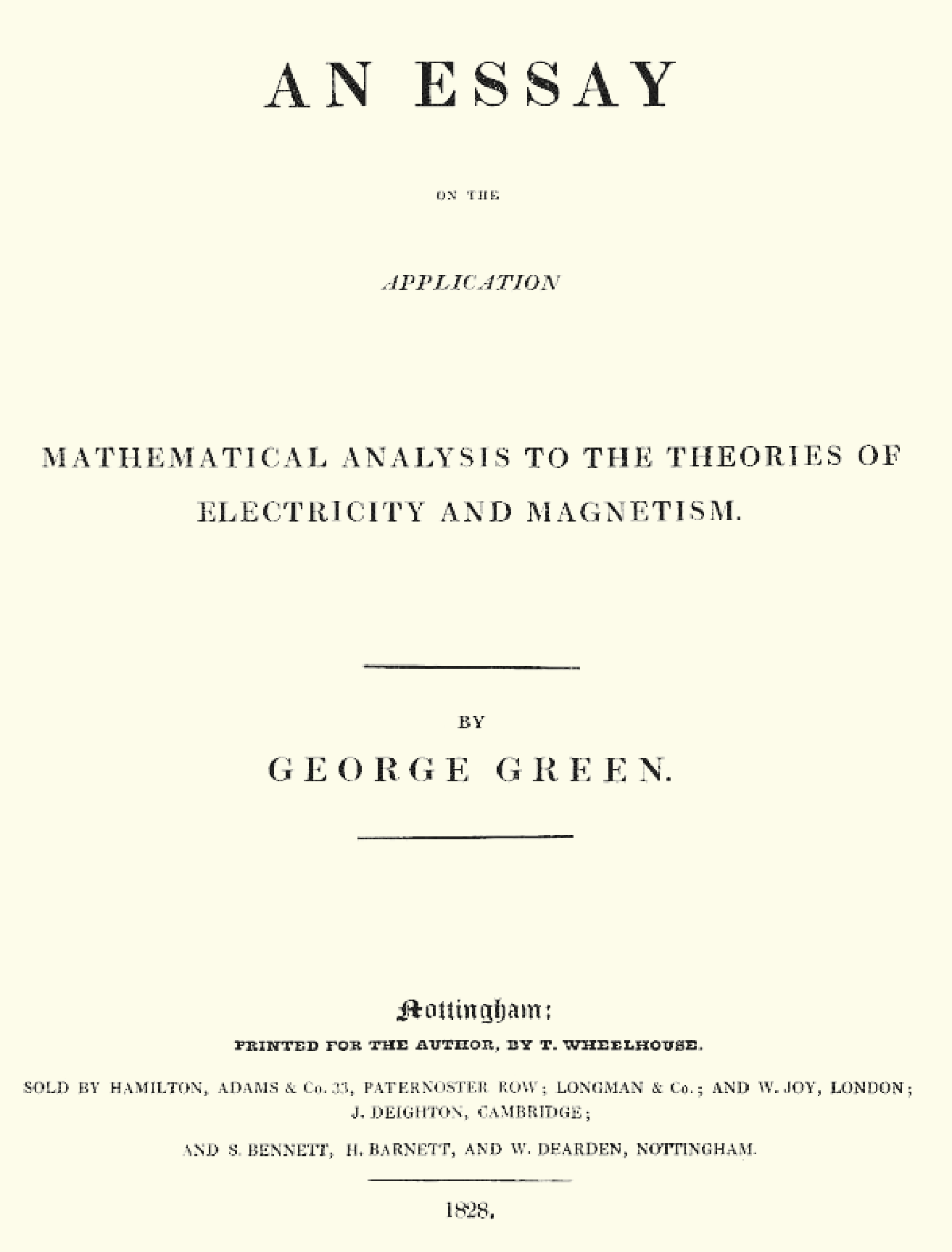
Page de couverture de An Essay on the Applications of Mathematical Analysis to the Theories of Electricity and Magnetism écrit par George Green et publié en 1828.

George Green (juillet 1793 - 31 mai 1841) est un physicien britannique. Il est l'auteur d'un Essai sur l'application de l'analyse mathématique aux théories de l'électricité et du magnétisme paru en 1828.
Cet essai introduit plusieurs concepts importants, parmi lesquels un théorème similaire au théorème de Green, une idée des fonctions potentielles telles qu'elles sont maintenant utilisées en physique et l'idée de ce qui est maintenant appelé les fonctions de Green.

## Biographie
L'histoire de la vie de George Green a ceci d'exceptionnel qu'il était presque totalement autodidacte. Il est né et a vécu la plus grande partie de sa vie dans la ville anglaise de Sneinton (en), qui fait aujourd'hui partie intégrante de la ville de Nottingham. Son père (également prénommé George) était un boulanger qui avait construit et possédait un moulin à vent utilisé pour moudre le grain. Le jeune George Green n'a passé qu'un an environ à l'école, entre 8 et 9 ans.

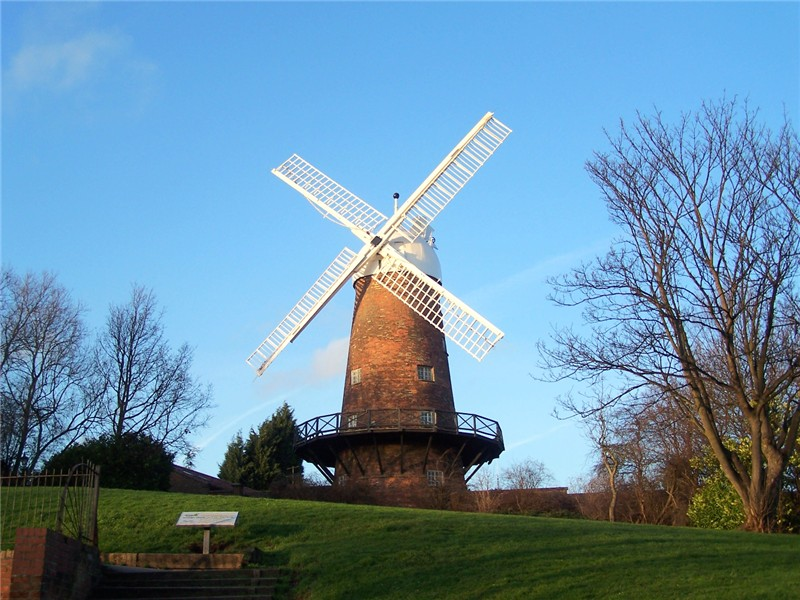
Le moulin à vent des Green.

Au cours de sa vie adulte, George Green a travaillé dans le moulin de son père, en héritant à la mort de celui-ci en 1829. Il commença à étudier les mathématiques à un moment indéterminé de sa vie. La ville de Nottingham ayant à cette époque une vie intellectuelle restreinte, la manière dont il obtint des informations sur les développements de cette science n'est pas claire pour les historiens. Une seule personne possédant une instruction reconnue en mathématiques, John Toplis, aurait vécu à Nottingham à cette époque. Lorsque Green publia son essai en 1828, il fut édité sur la base d'une souscription de 51 personnes, dont la plupart faisaient partie de ses amis et ne pouvaient probablement pas comprendre ses travaux. Le mathématicien Edward Bromhead en acheta une copie et encouragea Green à poursuivre son travail en mathématiques. Ne croyant pas l'offre sincère, Green ne prit pas contact avec lui avant 2 ans.
Green finit toutefois par contacter Bromhead, qui lui permit d'entrer à l'université de Cambridge. Il l'intégra comme étudiant en 1833 à l'âge de 40 ans. Sa carrière fut excellente, et une fois son diplôme obtenu en 1837, il demeura à la faculté de Gonville et Caius College. Il écrivit des publications dans le domaine de l'optique, de l'acoustique et de l'hydrodynamique. Cependant, il tomba gravement malade en 1840 et rentra à Nottingham, où il mourut l'année suivante.
Le travail de Green fut peu reconnu par la communauté mathématique au cours de sa vie. Il fut redécouvert en 1846 par Lord Kelvin, qui le fit connaître.
La bibliothèque George Green de l'université de Nottingham fut baptisée en son honneur. Elle héberge la majorité de la collection de sciences et ingénierie de l'université. En 1986, son moulin a été restauré. Il sert maintenant à la fois d'exemple de fonctionnement d'un moulin du XIXe siècle et de musée consacré à sa vie et à son travail.

## Honneur
L'astéroïde (12016) Green porte son nom.